# ماخ ۳۹۴۹
سیارک ۳۹۴۹ (به انگلیسی: 3949 Mach، نامگذاری:1985UL) سه هزار و نهصد و چهل و نهمین سیارک کشف شده‌است که در ۲۰ اکتبر ۱۹۸۵ کشف شد.
قدر مطلق سیارک برابر ۱۳٫۳۰ است.